# Taeniodera crucicollis
Taeniodera crucicollis är en skalbaggsart som beskrevs av Lansberge 1887. Taeniodera crucicollis ingår i släktet Taeniodera och familjen Cetoniidae. Inga underarter finns listade i Catalogue of Life.